# Isla Victoria (ö i Argentina)
Isla Victoria är en ö i Argentina.   Den ligger i provinsen Neuquén, i den sydvästra delen av landet, 1 400 km sydväst om huvudstaden Buenos Aires. Isla Victoria ligger i sjön Lago Nahuel Huapí.
Runt Isla Victoria är det mycket glesbefolkat, med 3 invånare per kvadratkilometer.